# Bathytroctes breviceps
Bathytroctes breviceps är en fiskart som beskrevs av Sazonov, 1999. Bathytroctes breviceps ingår i släktet Bathytroctes och familjen Alepocephalidae. Inga underarter finns listade.